# 巴山轮会议
巴山轮会议，是中华人民共和国1985年9月在“巴山”号轮船上召开的一场“宏观经济管理国际研讨会”，推动了中国经济体制改革的进程。

## 背景
中国改革开放后，在1978年底以来的经济体制改革中，农村改革最先取得了巨大成就，到1980年代中期，改革正从以农村为重点的改革转向以城市为重点的全面改革。城市改革的重点是国有企业改革，搞活微观经济，这就要从宏观经济和微观经济的关系上触动计划经济的核心即实物指令性计划，并对宏观调控提出了新要求。但直到1980年代中期，中国的经济决策者（当时被称作经济工作者）、经济学者（当时被称作经济理论工作者）仍旧对市场经济运转和调控以及从计划经济转向市场经济的方式非常陌生。
1978年底，中共十一届三中全会强调发展商品生产，在经济生活中更多地发挥价值规律（或者说市场机制）的作用。1979年春，在无锡举行价值规律讨论会，对此继续强调。但当时的经济决策者和经济学者并未跳出计划经济的框架，还在探索如何在计划经济中加强市场机制的作用。1982年秋举行的中共十二大坚持“计划经济为主，市场调节为辅”。但是，1984年10月中共十二届三中全会通过了《中共中央关于经济体制改革的决定》，提出了“有计划商品经济”的改革方向。这是中国在从计划经济向市场经济转型过程中迈出的关键一步。尽管这在表述上同此后1987年中共十三大提出的“国家调控市场，市场引导企业”及1992年中共十四大提出的建立“社会主义市场经济”仍有区别。
中共十二届三中全会还提出20世纪末工农业生产总值“翻两番”的目标。在此情况下，全国上下对改革和发展的热情高涨，各地纷纷要求扩大投资规模，并且在提高工资及发奖金方面也竞相攀比；财政上实行分灶吃饭，货币和信贷上实行扩张政策。这股风潮从1984年下半年开始。到1985年初，全国出现投资和消费双膨胀的局面，集中表现为通货膨胀压力加大，这不利于下一步改革和发展。
薛暮桥在巴山轮会议的开幕辞中说：“要把微观经济搞活，必须加强对宏观经济的控制。现在我们还不善于加强宏观管理，所以，微观放活以后就出现了许多漏洞。去年第四季度到今年第一季度就出现了银行信贷基金失控和消费基金失控，给今年的经济体制改革增加了困难⋯⋯防止消费基金失控，特别是防止基本建设规模过大所造成的信贷失控，是我国目前宏观控制中重大的问题。”中国社会科学院刘国光副院长和赵人伟为巴山轮会议提供的文章概括1984年至1985年经济过热的背景称：“（1）经济增长速度过快，1984年经济增长率提高到1412%，1985年上半年工业总产值同比增长2311%。（2）投资膨胀和消费膨胀的情况加剧，1984年固定资产投资增长2118%，银行在工资、奖金方面的现金支出增长2213%，大大高于国民收入增长12%的速度。（3）信贷和货币投放过多，1984年银行贷款总额增长2819%，货币流通量相应增加。”林重庚在巴山轮会议的综述中也概括了当时经济过热的状况：“（1）信贷过分扩大，重要原料、能源及交通短缺和紧张，导致在许多情况下国家规定的牌价和市场价格之间差距巨大。（2）国际收支平衡的急剧恶化。（3）工资—物价的螺旋形上升，导致通货膨胀的压力增大。”

## 召开
在上述背景下，世界银行驻中国首席代表林重庚（菲律宾籍华人）和中国国家体改委委员廖季立开始协商筹办一次“宏观经济管理国际讨论会”，讨论中国经济的宏观管理问题。
1985年9月2日，历时6天的“宏观经济管理国际研讨会”在航行于长江的“巴山”号轮船上召开。此次研讨会是经中华人民共和国国务院批准，由中国经济体制改革研究会、中国社会科学院、世界银行联合召开。会议从1985年9月2日巴山轮自重庆起航时召开，至9月7日抵达武汉时结束，用时六天。这是在中国经济体制改革的转折时期召开的一次重要会议。会议邀请到60多位中外经济学家和官员参加，与会者对中国的经济转轨及宏观经济管理改革达成不少共识，推动了中国经济体制改革的进程。
与会的国外专家是由世界银行的林重庚出面邀请。这些专家有：
- 阿莱克·凯恩克劳斯（英语：Alexander Cairncross (economist)）爵士（Alexander Cairncross，英国皇家经济学会前会长，英国格拉斯哥大学名誉校长）
- 亚历山大·巴伊特教授（Aleksander Bajt，南斯拉夫社会主义联邦共和国政府经济改革执行委员会委员）
- 詹姆斯·托宾博士（James Tobin，美国耶鲁大学经济学教授，1981年度诺贝尔经济学奖得主）
- 雅诺什·科尔奈教授（Janos Kornai，匈牙利科学院经济研究所研究部主任）
- 勒罗伊·琼斯博士（Leroy Jones，美国波士顿大学教授）
- 米歇尔·阿尔伯特博士（Michel Albert，法国保险公司董事长）
- 奥特马尔·埃明格尔教授（Otmar Emminger，联邦德国威斯巴登证券抵押银行董事长）
- 弗拉基米尔·布鲁斯博士（Włodzimierz Brus，英国牛津大学安瑟尼学院高级研究员）
- 世界银行代表林重庚、阿德里安·伍德
- 列席代表小林实（日本兴业银行董事）[1][2]

与会的国内专家主要是来自政府决策部门的经济工作者及来自研究部门的经济理论工作者。包括国家体改委党组书记安志文、国务院经济研究中心总干事薛暮桥、国务院技术经济研究中心总干事马洪、中国社会科学院副院长刘国光，以及高尚全、杨启先、童大林、洪虎、吴敬琏、赵人伟、张卓元、周叔莲、陈吉元、戴园晨、宫著铭、项怀诚、王琢、田源、吴凯泰、李克穆、郭树清、楼继伟、何家成、李振宁等。
会前，1985年8月31日，国务院总理赵紫阳在中南海会见了即将上船的外国经济学家和部分中国经济学家。他提出，中国经济改革的目标坚定不移；要逐步建立完整的市场体系，包括商品市场、金融市场和劳务市场；运用经济和法律手段及必要的行政手段调节和控制宏观经济。
巴山轮会议讨论的主要问题有：
- （1）经济体制改革的目标：科尔奈教授就改革的目标模式提出两种协调机制（Ⅰ和Ⅱ），每种又有两种具体形态（A和B），认为真正有效的改革应当把宏观控制的市场协调（ⅡB）作为目标模式。与会者大多沿用科尔奈教授的划分进行讨论，并原则上同意以ⅡB模式作为改革目标。布鲁斯认为中国经济改革的起点不是ⅠA（直接行政协调），甚至只是半个ⅠA[1]。
- （2）体制转换的方式和渐进方式下的双重体制：会议重温了莫干山会议的成果——价格双轨制，布鲁斯称赞价格双轨制“是一项有益的发明创造，是从旧体制进入新体制的桥梁”[2]。与会者认为，实行双轨过渡是为避免改革中出现大震荡，但双重体制并存必然带来摩擦与紊乱，因此双重体制并存的局面不能持续太久[1]。
- （3）实行间接调控的主要手段：包括财政政策、货币政策、收入政策、国际收支[1]。
- （4）实行间接调控的重要条件：包括硬化企业的预算约束、培育市场体系、积极果断地进行价格改革、实行所有制的多样化、建立健全经济信息和经济监督系统[1]。

会议形成了七个专题报告：《目标模式和过渡步骤》、《财政政策与宏观管理》、《货币政策和金融体制的改革》、《收入政策与宏观管理》、《经济增长与投资问题》、《通货膨胀和价格问题》、《实现宏观经济间接控制目标的一个重要前提》。巴山轮会议起草了《关于“巴山轮会议”主要情况报告》报送国务院。同年9月23日，中国共产党全国代表会议通过的“七五”计划建议中，吸收了巴山轮会议的成果。
莫干山会议和巴山轮会议提出了中国经济改革的思想和方法。由于这两次会议的民间性和自发性，使得思想更活跃、方法更有针对性。莫干山会议和巴山轮会议可以说开启了中国现代智库的先河。

## 纪念
2017年10月28日至29日，“中国经济与国际合作年会暨新‘巴山轮’会议·2017——十九大后的中国与世界”在北京中国人民大学举行。